# 李宙泫
李宙泫（韓語：이주현，1974年3月13日—），又稱喬安娜·李（Johannah Lee），是一名已退役韓國、美國女子羽球運動員，出生於馬山市。
李宙泫在1995年亞洲羽球錦標賽上獲得女子單打第五名，並於1996年進步到第二名。在1997年的瑞士羽球公開賽及第二年的亞洲運動會都獲得第三名。在她移居美國後，至2010年為止共贏得八個美國冠軍頭銜。同樣在波士頓羽球公開賽上，她多次奪冠。